# Франсиско де Монтехо
Франсиско де Монтехо и Алварес (на испански: Francisco de Montejo y Alverez) е испански конкистадор, завоевател на полуостров Юкатан и основател на град Мерида.

## Ранни години (1479 – 1518)
Роден е около 1479 година в Саламанка, Кастилия. През 1514 г. заминава за Куба.

## Експедиционна дейност (1518 – 1546)

### Участие в експедицията на Хуан де Грихалва (1518)
През 1518 г., Франсиско де Монтехо участва като капитан на един от четирите кораба в експедицията на Хуан Диас де Грихалва, която открива бреговете на п-ов Юкатан. След завръщането си в Куба се запознава с Ернан Кортес и се записва за участие в експедицията за завоюването на Мексико.

### Участие в завоюването на Мексико (1519)
През 1519 г., след достигането до бреговете на Мексико, Монтехо, заедно с щурмана Антон Аламинос и един от корабите, е изпратен от Кортес на север покрай мексиканското крайбрежие да потърси удобно пристанище. Те достигат на север до устието на река Пануко (22° 16' с.ш.), но така и не откриват удобно пристанище, връщат се обратно и недалеч от стоянката на корабите Монтехо основава първия град на територията на Мексико – Веракрус.
Същата година Кортес започва да се готви за военен поход във вътрешността на страната. Голяма част от добитото злато решава да изпрати в Испания, за да покаже на краля каква богата страна е открил. Много злато също така е предвидено и за някои влиятелни лица в метрополията. За да бъде превозено златото директно в Испания, заедно с отчетите за хода на експедицията и писмо до младия крал Карлос I (Карл V), Кортес поръчва на двамата си най-надеждни съратници капитан Франсиско де Монтехо и щурмана Антон Аламинос. По пътя натам обаче, Монтехо принуждава Аламинос да спре за малко до бреговете на неговото кубинско имение, за да натоварят свежи припаси. По време на престоя по един от моряците Монтехо тайно изпраща писмо до губернатора на Куба Диего Веласкес де Куеляр за развитието на експедицията.

### Завоюване на п-ов Юкатан (1526 – 1546)
На 8 декември 1526 г., с кралски указ Монтехо е назначен за губернатор на провинция Юкатан. Хазната обаче не му отпуска никакви средства за завоюването ѝ и новоназначения наместник за своя сметка оборудва няколко кораба, закупува продоволствие и коне (около 60) и плаща предварително на 5000 моряци и войници. Необходимите за всичко това средства Монтехо набавя, след като се жени за богата вдовица, която след заминаването му остава в Испания.
През септември 1527 г., Монтехо завладява остров Косумел (20°28′ с. ш. 86°53′ з. д. / 20.466667° с. ш. 86.883333° з. д., на североизток от п-ов Юкатан). От там извършва поход на север по крайбрежието до нос Каточе (21°25′ с. ш. 87°05′ з. д. / 21.416667° с. ш. 87.083333° з. д.) и на запад до 89º 30` з.д., като на 88º 10` з.д. открива лагуната Рио Лагартос. Близо до лагуната испанците достигат до града на маите Чавак Ха изграден от каменни домове. Войниците на Монтехо без бой влизат в града, но през нощта индианците извеждат жените и децата, а на сутринта нападат пришълците. Испанците отбиват атаката, но в сражението са убити 12 – 20 души. От там Монтехо, начело на голям военен отряд, тръгва на юг във вътрешността на полуострова, разграбвайки по пътя си всички индиански селища. След като във второто голямо сражение с индианците претърпяват поражение завоевателите се насочват на изток преминават през древната столица на маите Чичен Ица и достигат до източното крайбрежие на Юкатан срещу остров Косумел, където преди това е оставен малък испански гарнизон.
През 1528 г. Монтехо открива източното крайбрежие на полуострова на юг от остров Косумел до залива Четумал, но и там среща сериозна съпротива от индианците.
През 1529 г. отива в Мексико и през 1530 е назначен от Кортес за управител на областта Табаско (западното крайбрежие на Юкатан). През 1533 г., използвайки богатството на втората си жена и старите си връзки, е назначен за губернатор отначало в Хондурас, а след това в областта Чиапас, на запад от Юкатан.
През 1540 г. Монтехо организира нова офанзива срещу Юкатан, като този път завършва със завладяването на полуострова. Основната роля в завладяването играе най-големият син на Монтехо – Франсиско де Монтехо Ел-Мосо (1508 – 1565). Монтейо младши се бие активно в Куинтана Роу, основава градовете Кампече (1540) и Мерида (1542).

## Последни години (1546 – 1553)
През 1546 е назначен за генерал-капитан на Юкатан, но поради многочислените си конфликти с духовенството през 1550 е отзован в Испания, където през 1553 умира след тежко и продължително боледуване.